# Dagmara Handzlik
Dagmara Anna Handzlik (gr. Νταγκμάρα Άννα Χάντζλικ, ur. 20 lutego 1986 w Bielsku-Białej) – polska lekkoatletka specjalizująca się w biegach długodystansowych, reprezentująca na arenie międzynarodowej Cypr. Dwukrotna uczestniczka mistrzostw świata (2017 i 2019). Medalistka igrzysk małych państw Europy. Rekordzistka Cypru i medalistka mistrzostw tego kraju.

## Życiorys
Jest wychowanką klubu KS Sprint Bielsko-Biała. Występowała w finałach halowych mistrzostw Polski juniorów oraz Ogólnopolskiej Olimpiady Młodzieży na dystansach średnich, a w 2004 zdobyła brązowy medal mistrzostw Polski juniorów w biegach górskich. Następnie studiowała w Stanach Zjednoczonych, uczestnicząc w rywalizacji akademickiej. Po zakończeniu nauki zamieszkała na stałe na Cyprze, gdzie podjęła pracę zawodową, a z czasem otrzymała obywatelstwo tego kraju.
W czerwcu 2017 zadebiutowała na arenie międzynarodowej jako reprezentantka Cypru, biorąc udział w igrzyskach małych państw Europy – w biegu na 10 000 metrów zdobyła srebrny medal, a na dystansie o połowę krótszym była trzecia. W sierpniu tego samego roku wystartowała w mistrzostwach świata, plasując się na 35. lokacie w biegu maratońskim – podczas tego biegu czasem 2:38:52 o 27 sekund poprawiła 27-letni rekord Cypru na tym dystansie, a na półmetku rywalizacji uzyskała czas 1:16:44, który cypryjska federacja uznała rekordem kraju w półmaratonie (ze względu na fakt, iż był to międzyczas z biegu maratońskiego, a nie oddzielny bieg ARRS nie uznaje tego wyniku, traktując jako rekord Cypru uzyskany przez Handzlik w czerwcu 2017 w Rybniku rezultat 1:17:37,8).
W 2019 Handzlik została mistrzynią Cypru w biegu na 10 000 metrów i zdobyła srebrny medal na dystansie o połowę krótszym. W maju ponownie wzięła udział w igrzyskach małych państw Europy zdobywając srebro na dystansie 10 000 metrów i zajmując 5. pozycję na 5000 metrów. W czerwcu 2019 w Gold Coast czasem 2:34:17 poprawiła rekord Cypru w maratonie. We wrześniu po raz drugi wystartowała w mistrzostwach świata, jednak nie ukończyła biegu maratońskiego.

## Osiągnięcia
| Rok  | Impreza                       | Miejsce    | Konkurencja      | Pozycja     | Wynik    |
| ---- | ----------------------------- | ---------- | ---------------- | ----------- | -------- |
| 2017 | Igrzyska małych państw Europy | Serravalle | bieg na 10 000 m | 2. miejsce  | 37:10,12 |
| 2017 | Igrzyska małych państw Europy | Serravalle | bieg na 5000 m   | 3. miejsce  | 17:21,86 |
| 2017 | Mistrzostwa świata            | Londyn     | maraton          | 35. miejsce | 2:38:52  |
| 2019 | Igrzyska małych państw Europy | Bar        | bieg na 5000 m   | 5. miejsce  | 17:23,26 |
| 2019 | Igrzyska małych państw Europy | Bar        | bieg na 10 000 m | 2. miejsce  | 35:49,54 |
| 2019 | Mistrzostwa świata            | Doha       | maraton          | –           | DNF      |

## Rekordy życiowe
- bieg na 5000 metrów (hala) – 17:02,85 (24 lutego 2006, Bowling Green)[11]
- bieg na 10 000 metrów – 35:49,54 (31 maja 2019, Bar[11]
- półmaraton – 1:16:44 (6 sierpnia 2017, Londyn; międzyczas w maratonie) / 1:17:37,8 (24 czerwca 2017, Rybnik) – rekord Cypru[8][9]
- maraton – 2:34:17 (7 lipca 2019, Gold Coast) – rekord Cypru[10]